# Sint-Jansboschheidegroeve
De Sint-Jansboschheidegroeve is een Limburgse mergelgroeve in de Nederlandse gemeente Valkenburg aan de Geul in Zuid-Limburg. De ondergrondse groeve ligt ten zuidoosten van Valkenburg in het zuidelijk deel van het hellingbos Biebosch op de noordoostelijke rand van het Plateau van Margraten in de overgang naar het Geuldal. Ter plaatse duikt het plateau een aantal meter steil naar beneden, de groeve zelf ligt nabij een holle weg (IJzeren Koeweg) die ligt ingesneden in het plateau vanuit de Sibbergrubbe.
Naar het noorden ligt de groeve Sansovet, op ongeveer 80 meter naar het noordwesten liggen het Ingvarsputje en Canadasbergske en op ongeveer 50 meter naar het zuidwesten ligt de Heiberggroeve.

## Geschiedenis
De groeve werd door blokbrekers ontgonnen voor de winning van kalksteenblokken.

## Groeve
Van de Sint-Jansboschheidegroeve is de ingang dichtgestort.

## Geologie
De groeve is uitgehouwen in de Kalksteen van Nekum uit de Formatie van Maastricht.